# Universidade Edith Cowan
A Universidade Edith Cowan (em inglês: Edith Cowan University/ECU) é uma universidade pública localizada em Perth, Austrália Ocidental, Austrália. Foi fundada em 1991 e seu nome é uma homenagem à política australiana Edith Cowan.

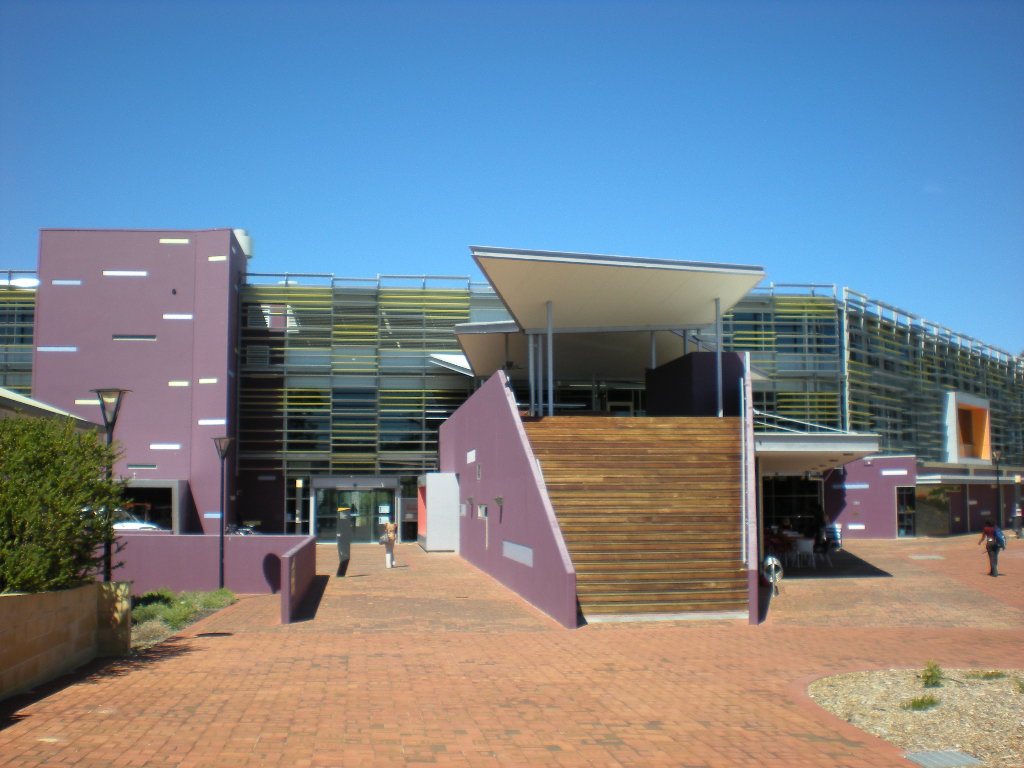